# NGC 7567
NGC 7567 је спирална галаксија у сазвежђу Пегаз која се налази на NGC листи објеката дубоког неба.
Деклинација објекта је + 15° 51' 4" а ректасцензија 23h 16m 10,8s. Привидна величина (магнитуда) објекта NGC 7567 износи 14,8 а фотографска магнитуда 15,5. NGC 7567 је још познат и под ознакама UGC 12468, MCG 3-59-19, CGCG 454-16, KUG 2313+155A, IRAS 23136+1534, PGC 70885.